# Црногруда спрутка
Црногруда спрутка (лат. Calidris melanotos) (често скраћено на енглеском "pec") је мала, миграторна птица водених станишта која се гнезди у Северној Америци и Азији, а зимује у Јужној Америци и Океанији . Храни се малим бескичмењацима. Њено гнездо, рупа ископана у земљи и са дебелом облогом, довољно је дубоко да заштити његова четири јаја од хладног поветарца на месту размножавања. Црногруда спрутка је 21 цм дугачак, са распоном крила од 46 цм.

## Таксономија
Црногруда спрутка се понекад одваја од „Stint“ спрудника у Еролији . Ово може, али и не мора представљати добру монофилетску групу, у зависности од пласмана филогенетски енигматичне риђих спрутки ( Calidris ferruginea), типичне врсте Erolia. У сваком случају, назив рода Ereunetes — раније коришћен за западне спрутке (Calidris mauri) и полуопнасте спрутке (Calidris pusilla), који су такође чланови гране „Stint“ - установљен је пре Erolia.
„Коксов спрудник “ („Calidris“ × paramelanotos) је стереотипни хибрид између ове врсте и риђе спрутке. Ово не доказује посебно блиску везу између ове две врсте, јер су се далеко удаљеније сродне спрудници успешно хибридизовали. У сваком случају, међу граном црвеновратих спрудника (Calidris ruficollis) и дугопрста спрутка (Calidris subminuta) су посебно блиски сродници црногруде спрутке.
Научно име потиче из старогрчког језика. Име рода kalidris или skalidris је термин који је Аристотел користио за неке сиве птице које живе при обали. Специфична реч melanotos потиче од речи melas, „црн“ и notos, „са подлогом“.

## Опис
Ова птица изгледа слично широко симпатричној сибирској црногрудој спрутки (Calidris acuminata), која, међутим, не припада групи "Stint" спрутки. Црногруда спрутка је велика "Calidris" спрутка 21 цм дужине, са распоном крила од 46 цм, са сиво-смеђим леђима, најсмеђијим лети код мужјака, а најсивијим зими. Црногруда спрутка има сиве груди, оштро ограничене на доњој ивици, што овој врсти даје енглеско име; ова јасна линија раздвајања је посебно уочљива ако су птице окренуте према посматрачу. Ноге су жућкасте, а кљун је маслинаст са тамнијим врхом.
Младунци су одозго светлијих шара са риђкастом обојеношћу и белим пругама огртача.
Ова врста се разликује од сибирске црногруде спрутке по шари на грудима, слабијеј обрви и сивљој круни.
| Стандардне мере | Стандардне мере |
| --------------- | --------------- |
| дужина          | 200-240 мм      |
| тежина          | 73 гр           |
| распон крила    | 460 мм          |
| крило           | 136-142,8 mm    |
| реп             | 60.4-63,9 mm    |
| горњи део кљуна | 28.7-29,3 mm    |
| ноге            | 27.8-30 мм      |

## Распрострањеност и екологија
То је врста која мигрира на веома велике удаљености, а око половине врсте се гнезди у мочварној тундри североисточне Азије, док се остатак гнезди у распону од Аљаске до централне Канаде. Америчке и већина азијских птица зимују у Јужној Америци, али неке азијске птице које се гнезде зимују у јужној Аустралији и Новом Зеланду. Током миграције и зими, Црногруда спрутка се обично налази у слатководним стаништима .
Ова врста се такође јавља као редован мигрант у западној Европи, а већину година се виђа у Ирској или Великој Британији. Иако Црногруда спрутка није забележена као врста која се гнезди у Европи, луталице су пронађене у Шкотској у погодним стаништима за гнежђење током лета. Многе птице које се јављају у Западној Европи могу бити на редовној миграцији са азијских места за гнежђење до зиме у Јужној Африци. У септембру 2003. године забележен је рекордан прилив луталица у те две земље, са 40 у Ирској и 150 у Великој Британији. На пацифичкој обали САД, таква окупљања јата луталица изгледају ређа. Луталице се понекад виђају и на другим местима ван уобичајених миграционих рута, нпр. на Маријанским острвима, Маршалским острвима и Палауу у Микронезији; нешто чешће се срећу на Хавајским острвима.

## Миграција
Миграција црногруде спрутке могла би бити погођена глобалним загревањем, као што се сумња код многих птица које се гнезде на Арктику: пре 100 година, примећено је да црногруда спрутка током миграције пролази кроз северни Охајо почетком или средином маја, а затим поново крајем августа; данас се највећи део миграције ка северу одвија већ у априлу, а већина птица се не враћа до средине септембра.

## Исхрана
Ове птице се хране на травнатим подручјима и муљевитим равницама, скупљајући храну прегледом терена, понекад и испитивањем. Углавном једу зглавкаре (као што су муве и њихове ларве, пауци и ракови) и друге бескичмењаке, као и семење. Мужјак има удварачки приказ који укључује надимање груди, које током сезоне парења имају масну кесицу како би побољшале његове перформансе.

## Гнежђење
Црногруда спрутка гради стрмо гнездо са значајном количином материјала за облогу. Гнездо је довољно дубоко да јаја буду око 3 цм испод нивоа тла, што помаже у минимизирању губитка топлоте од хладних поветарца који се јављају на географским ширинама где се врста гнезди. Женка полаже четири јаја.

## Статус
Број црногрудих спрутки је смањен за 50% од 1974. године.